# Уздени
Узде́нь («узде́ни» — во мн. числе; с кумыкского — «свободный/вольный человек»; кум. оьзден, карач.-балк. ёзден) — феодальное сословие на Кавказе.

## Термин
Слово состоит из двух частей:
кум. оьз — сам и кум. ден — от; что подразумевает «от себя», «сам принимающий решение», «вольный», «свободный», «благородный». Например в чеченском оьзда употребляется как «благородный». По данным профессора Алевдина Сатыбалова, народы Северного Кавказа слово «озден» заимствовали у кумыков.
Американский учёный профессор русского происхождения Майкл Ходарковский писал, что слово «узден» тюркского происхождения, применявшийся знатью тюркских народов, таких как кумыков, карачаевцев и балкарцев. Так же, по данным Майкла Ходарковского, кабардинцы данное слово не использовали.

## Употребление в Карачае и Балкарии
Узденями называлось сословие среди балкарцев и карачаевцев, второе после аристократического сословия аксюек (белая кость), куда входили владетельные князья (в Карачае бии, в Балкарии таубии). Уздени имели в собственности земли, поместья и крепостных крестьян, а также составляли основную часть войск.
В настоящее время Узденовы — одна из распространённых фамилий у карачаевцев и балкарцев.

## Употребление в Дагестане
В Дагестане, под узденями понималось обширное сословие свободных людей, поселян, живших или самостоятельными сельскими общинами, или находившихся в подчинении различных владетелей на правах подданства. В очерке «Дагестанские предания и суеверия» записано: «„Уздень“ происходит от оьз „сам“ и предлога ден „из“. Таким образом, „уздень“ означает „тот, кто живёт сам по себе“, он имеет право, когда угодно, перейти от одного владельца к другому, не обязываясь ничем. Уздени гордятся своей независимостью и уступают только ханам».

### Уздени у кумыков
У кумыков существовало ряд делений узденей по иерархии. Самой многочисленной массой населения у кумыков являлись простые (или второстепенные) уздени. Они имели свою собственную землю и рабов, занимаясь полевыми работами, но чаще занимались военным делом, добровольно участвуя в войнах на стороне князей.
Высшей же категорией узденей у кумыков считались «Сала Уздени» (лучшие владетельные уздени). Данная каста узденей существовала только у кумыков, и являлась древнее, как сословие самих кумыкских князей. У центральных (шамхальских) кумыков это сословие называлось «уллу уздени». Экономическое и общественное право у Сала Узденей было выше простых узденей, они находились в окружении князей.
Далее по иерархии узденей у кумыков шли «Догерек Уздени». Данная ветвь узденей являлась самой многочисленной поземельно зависимой ветвью узденей от князей, не имевшей свою собственную землю, но при этом являвшиеся свободными. По этой причине они часто арендовали землю у князей для пахотных работ, при этом имели право переходить к другим, выплачивая им платой за аренду.  Догерек уздени, как и простые уздени могли иметь рабов, и с финансовой точки зрения мало чем от них отличались. 
Самой низшей кастой из узденей у кумыков шли «Азат Уздени». Они являлись бывшими вольноотпущенниками. Некоторым из них выдавали документы об освобождении, а другие становились свободными по происшествию времени, когда общество забывало о них, как о бывших рабах. При составлении документа об освобождении необходимо было присутствие 2 кадиев и одного свидетеля. Азат уздени работали и жили на земле простых узденей и Сала узденей, имея право переходить к другим. Имели сложность в бракосочетании с классом узденей выше, так как даже Догерек уздени не имели желания с ними смешиваться. 
В делах кровной мести или спорных тяжбах у кумыков права всех каст узденей приравнивались.

## Употребление в Кабарде
С включением Кабарды в состав Российской империи, первостепенных дворян Кабарды военное русское представительство также обозначало узденями. В Кабарде под словом «уздени» понималось высшее сословие, происшедшее от древних родовых старейшин адыгов (тлякотлеши), с которыми князья (пши) вступили в соглашение и признали их права не только на землю, но и на жившее на ней население. Такими узденями являлись в Кабарде всего три фамилии — Тамбиевы, Куденетовы и Анзоровы и в русских документах они именовались узденами первой степени. Дворян стоявших ниже по статусу, в русских документах обозначали узденями второй или третьей степени.
Узденей второй и третьей степени делили на два типа: «дворовые уздени» (жившие при дворе князя) и «задворные уздени» (жившие вблизи двора). Вторые были выше первых. Однако слово уздени так и не нашло распространения среди кабардинцев и этому обозначению у них продолжало соответствовать адыгское слово — уорки.

## Употребление в Осетии
В Алагирском обществе уазданами (осет. уæздан) или уазданлагами (осет. уæзданлæг, букв. «благородный человек»), считались все члены Алагирской гражданской общины рожденные в законном браке, выводящие свое происхождение от легендарного предка Ос-Багатара и обладавшие родовыми землями.
В Дигории звание уездона (осет. дигорск. уездон) было наследственным, им обладал тот, кто вел происхождение от первопредка легендарной традиции (Дигора, Астана, Берда и ряда других), имел наследственную родовую землю, был независим и равен в правах с другими членами Дигорской гражданской общины.
В Тагаурском и Куртатинском обществе понятие уаздан трактовалось более узко, соответственно гораздо меньше был размер этого сословия, к которому относились лишь представители местной феодальной знати.

## В искусстве
Кумыкский народный поэт Ирчи Казак в своей поэме «Плаха» писал:

…Создатель, коль рок нам изменит,

Вернёт нас на землю отцов,

Где вольные прежде уздени

Уже превратились в рабов.

## Уздени и адаты
Согласно кумыкским адатам, если князь убивал узденя, то уздень не мог убить его. В случае, если уздень случайно или даже нечаянно ранил князя, то он не мог нигде найти себе защиты: в какой бы дом, в какое бы селение он ни заходил, его не принимали. Принять его под своё покровительство мог лишь один шамхал Тарковский. Если только уздень, убивший или ранивший князя, самовольно шёл под покровительство шамхала Тарковского, то последний его или убивал, или, прибыв на место убийства, заставлял с ним мириться род убитого князя. Все это зависело от того, кем шамхал сочтёт убийцу: виновным или невиновным.